# Antonio Caggiano
Antonio Caggiano (Coronda, 30 januari 1889 – Buenos Aires, 23 oktober 1979) was een Argentijns kardinaal van de Rooms-Katholieke Kerk.

## Biografie
Na zijn opleiding aan het seminarie van Santa Fe werd Antonio daar op 23 maart 1912 priester gewijd. In de periode 1912-1934 hield hij zich voornamelijk bezig met pastoraal werk. Hierbij was hij onder andere actief binnen de Katholieke Actie in Argentinië. Ook gaf hij les aan het seminarie van Santa Fe.
Op 13 september 1934 werd Antonio tot eerste bisschop van het pas opgerichte bisdom Rosario gekozen. Zijn wijding volgde op 17 maart 1935 en werd uitgevoerd door Filippo Cortesi, de nuntius in Argentinië, geassisteerd door Nicolás Fasolino, aartsbisschop van Santa Fe.
Tijdens het consistorie van 18 februari 1946 werd Antonio door paus Pius XII gecreëerd tot kardinaal-priester waarbij hem de titelkerk San Lorenzo in Panisperna werd toegewezen. In die periode bood hij namens de Argentijnse regering aan het Vaticaan aan om asiel te verstrekken aan oorlogsmisdadigers uit nazi-Duitsland (zie ook Rattenlijn), die in het Vaticaan waren ondergedoken. Na de opsporing en ontvoering van Adolf Eichmann op 11 mei 1960 uit Argentinië liet Antonio zich op 23 december 1960 uit over Eichmann, die naar Argentinië gevlucht zou zijn om vergeving te zoeken, iets wat de plicht van elke christen zou zijn om die te verlenen.
Namens de paus trad hij op als pauselijk legaat bij het Mariacongres in Argentinië (1954), het Congres van Katholieke Opvoeding in La Paz (1948). Ook nam hij deel aan de Eerste Algemene Conferentie van het episcopaat van Latijns-Amerika in Rio de Janeiro (1955).
Op 15 augustus 1959 werd hij aangesteld als aartsbisschop van Buenos Aires, gevolgd op 14 december als militair ordinariaat van Argentinië. In de jaren 60 van de 20e eeuw sympathiseerde Antonio openlijk met de Argentijnse militairen die fel optraden tegen communistische bewegingen in het land. Voor het boek Le Marxisme-léninisme van Jean Ousset schreef Antonio het voorwoord. In het boek beweerde de schrijver dat het marxisme alleen bestreden kon worden door “een diepgeworteld geloof, een onbeperkte gehoorzaamheid aan de Heilige Vader, en een grondige kennis van de doctrines van de kerk”.
Antonio nam deel aan de conclaven van 1958 en 1963, maar vanwege zijn leeftijd - in overeenstemming met het motu proprio Ingravescentem Ætatem van paus Paulus VI - was hij vanaf 1969 niet meer kiesgerechtigd voor een eventueel volgend conclaaf. Hierdoor nam hij niet deel aan de twee conclaven van 1978.
Op 22 april 1975 besloot Antonio ontslag te nemen van zijn aartsbisdom. Antonio Caggiano overleed op negentigjarige leeftijd en werd begraven in de kathedraal van Buenos Aires.
- Gemeinsame Normdatei: 1199264628
- International Standard Name Identifier: 0000 0000 7819 3114
- Nationale bibliotheek van Australië: 35188834
- Istituto Centrale per il Catalogo Unico: SBNV113843
- Système universitaire de documentation: 147461413
- Trove: 857661
- Virtual International Authority File: 91719012